# Halitscher Land (Königreich Polen)

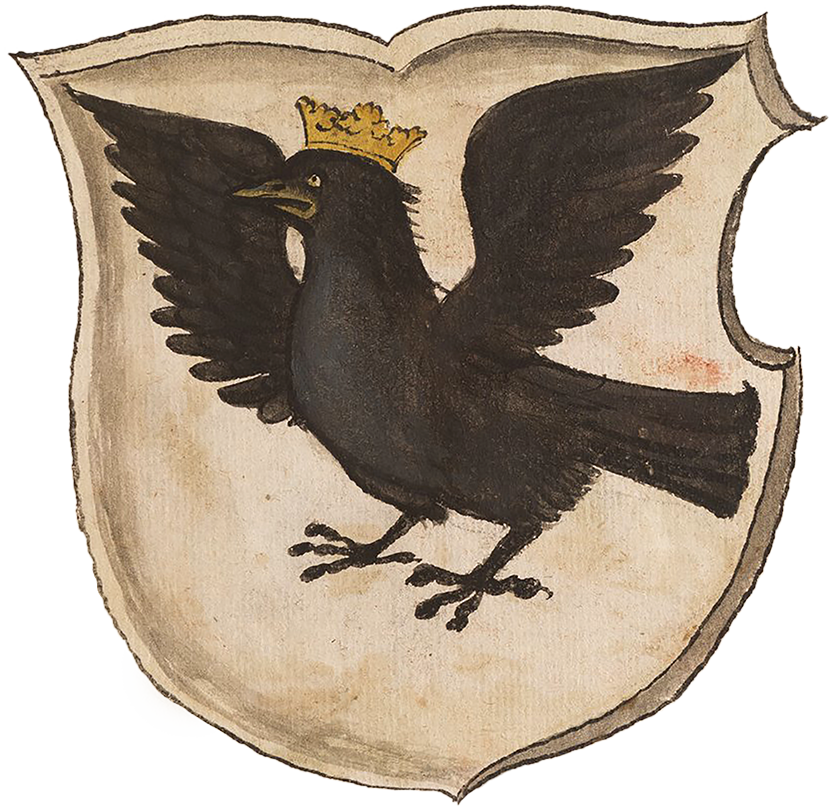
Wappen

Das Halitscher Land (lateinisch Terra Haliciensis, polnisch Ziemia halicka) war eine Verwaltungseinheit Polens, des Königreich Polens von 1349 bis 1569 bzw. Polen-Litauens von 1569 bis 1772. Von 1434 bis 1772 war es Teil der Woiwodschaft Ruthenien.
Hauptort war Halytsch.
Das Halitscher Land bestand aus den Powiat (Kreisen)
- Powiat Halicz (Powiat  halicki), Hauptort Halytsch
- Powiat Kołomyja (Powiat kołomyjski), Hauptort Kołomyja
- Powiat Trembowla (Powiat trembowelski), Hauptort Trembowla (bis 1569)

Kastellane (starostwo grodowe) gab es in Halytsch und Trembowla,
Staroste (starostwo niegrodowe) in Kołomyja, Buczniów, Tłumacz, Rohatyn, Kałusz, Jabłonów, Śniatyn, Buczacz, Sołotwina, Niżankowice und Mogilno.

Fahne des Halitscher Landes in der Schlacht von Tannenberg 1410

1677 bestand das Halitscher Land aus 38 Städtchen und 565 Dörfern.